# Deuxième circonscription de l'Aisne (1958-1986)
La deuxième circonscription de l'Aisne est une ancienne circonscription législative de l'Aisne sous la Cinquième République de 1958 à 1986.

## Description géographique, historique et démographique
Par ordonnance du 13 octobre 1958 relative à l'élection des députés à l'Assemblée nationale, la deuxième circonscription est créée. Elle regroupe l'ensemble de l'arrondissement de Saint-Quentin sans le canton de Saint-Simon.
La deuxième circonscription de l'Aisne était composée de :
- canton de Bohain-en-Vermandois
- canton du Catelet
- canton de Moÿ-de-l'Aisne
- canton de Ribemont
- canton de Saint-Quentin
- canton de Vermand

Le décret du 23 juillet 1973 scinde le canton de Saint-Quentin en trois parties, Saint-Quentin-Centre, le Saint-Quentin-Sud et Saint-Quentin-Nord, mais elle ne modifie pas les limites de la circonscription.
La loi organique du 10 juillet 1985 entraîne la suppression de la circonscription lors des élections législatives de 1986 qui se sont déroulées selon un mode de scrutin proportionnel à un seul tour par listes départementales, mais elle ne modifie pas les limites de la circonscription.
Les lois organiques du 11 juillet 1986 et du 24 novembre 1986 recréent la deuxième circonscription selon un nouveau découpage,,.

## Description politique
| Législature | Début de mandat | Fin de mandat  | Député         | Parti politique | Observations |
| ----------- | --------------- | -------------- | -------------- | --------------- | --- |
| Ire         | 9 décembre 1958 | 9 octobre 1962 | Edmond Bricout | UNR             | Maire de Gouy et conseiller général du canton du Catelet Mandat écourté à la suite d'une dissolution parlementaire décidée par Charles de Gaulle. |
| IIe         | 6 décembre 1962 | 2 avril 1967   | Edmond Bricout | UNR-UDT         | Maire de Gouy et conseiller général du canton du Catelet                                                                                          |
| IIIe        | 3 avril 1967    | 30 mai 1968    | Edmond Bricout | UD-Ve           | Maire de Gouy et conseiller général du canton du Catelet Mandat écourté à la suite d'une dissolution parlementaire décidée par Charles de Gaulle. |
| IVe         | 11 juillet 1968 | 1er avril 1973 | Edmond Bricout | UDR             | Maire de Gouy et conseiller général du canton du Catelet                                                                                          |
| Ve          | 2 avril 1973    | 2 avril 1978   | Daniel Le Meur | PCF             | |
| VIe         | 3 avril 1978    | 22 mai 1981    | Daniel Le Meur | PCF             | Maire de Saint-Quentin Mandat écourté à la suite d'une dissolution parlementaire décidée par François Mitterrand.                                 |
| VIIe        | 2 juillet 1981  | 1er avril 1986 | Daniel Le Meur | PCF             | Maire de Saint-Quentin |

## Historique des résultats

### Élections législatives de 1958
| Candidat         | Candidat           | Parti                     | Premier tour | Premier tour | Second tour | Second tour |  |
| Candidat         | Candidat           | Parti                     | Voix         | %            | Voix        | %           |  |
| ---------------- | ------------------ | ------------------------- | ------------ | ------------ | ----------- | ----------- |  |
|                  | Edmond Bricout élu | UNR                       | 14 821       | 26,92        | 26 393      | 46,55       |  |
|                  | Adrien Renard      | PCF                       | 14 225       | 25,83        | 15 767      | 27,81       |  |
|                  | Jean Pierre-Bloch  | SFIO                      | 13 793       | 25,05        | 14 544      | 25,65       |  |
|                  | Jacques Blanchot   | Divers droite             | 4 987        | 9,06         | Retrait     | Retrait     |  |
|                  | Jean Huon          | Divers droite (Gaulliste) | 3 947        | 7,17         | Retrait     | Retrait     |  |
|                  | Marcel Bienfait    | Radsoc                    | 2 138        | 3,88         |             |             |  |
|                  | Robert Marcos      | UGS                       | 1 146        | 2,08         |             |             |  |
|                  | Yves Carlier       | Divers                    | 4            | 0,01         |             |             |  |
|                  |                    |                           |              |              |             |             |  |
| Inscrits         | Inscrits           | Inscrits                  | 68 364       | 100,00       | 68 389      | 100,00      |  |
| Abstentions      | Abstentions        | Abstentions               | 11 733       | 17,16        | 10 680      | 15,62       |  |
| Votants          | Votants            | Votants                   | 56 631       | 82,84        | 57 709      | 84,38       |  |
| Blancs et nuls   | Blancs et nuls     | Blancs et nuls            | 1 570        | 2,77         | 1 005       | 1,74        |  |
| Exprimés         | Exprimés           | Exprimés                  | 55 061       | 97,23        | 56 704      | 98,26       |  |
| Source : Gallica |                    |                           |              |              |             |             |  |

Le suppléant d'Edmond Bricout était Jacques Braconnier.

### Élections législatives de 1962
| Candidat         | Candidat                     | Parti          | Premier tour | Premier tour | Second tour | Second tour |  |
| Candidat         | Candidat                     | Parti          | Voix         | %            | Voix        | %           |  |
| ---------------- | ---------------------------- | -------------- | ------------ | ------------ | ----------- | ----------- |  |
|                  | Edmond Bricout sortant réélu | UNR-UDT        | 19 800       | 41,17        | 29 407      | 57,26       |  |
|                  | Adrien Renard                | PCF            | 14 119       | 29,36        | 21 948      | 42,74       |  |
|                  | Pierre Laroche               | SFIO           | 10 097       | 21,00        | Retrait     | Retrait     |  |
|                  | Paul Liagre                  | MRP            | 2 499        | 5,20         | Retrait     | Retrait     |  |
|                  | Gaston Schall                | CNIP           | 1 577        | 3,28         |             |             |  |
|                  |                              |                |              |              |             |             |  |
| Inscrits         | Inscrits                     | Inscrits       | 68 455       | 100,00       | 68 428      | 100,00      |  |
| Abstentions      | Abstentions                  | Abstentions    | 18 959       | 27,7         | 14 417      | 21,07       |  |
| Votants          | Votants                      | Votants        | 49 496       | 72,3         | 54 011      | 78,93       |  |
| Blancs et nuls   | Blancs et nuls               | Blancs et nuls | 1 404        | 2,84         | 2 656       | 4,92        |  |
| Exprimés         | Exprimés                     | Exprimés       | 48 092       | 97,16        | 51 355      | 95,08       |  |
| Source : Gallica |                              |                |              |              |             |             |  |

Le suppléant d'Edmond Bricout était Jacques Braconnier.

### Élections législatives de 1967
Les élections législatives françaises de 1967 ont eu lieu les dimanches 5 et 12 mars 1967.
| Candidat         | Candidat                     | Parti          | Premier tour | Premier tour | Second tour | Second tour |  |
| Candidat         | Candidat                     | Parti          | Voix         | %            | Voix        | %           |  |
| ---------------- | ---------------------------- | -------------- | ------------ | ------------ | ----------- | ----------- |  |
|                  | Edmond Bricout sortant réélu | UD-Ve          | 24 491       | 43,39        | 29 108      | 52,23       |  |
|                  | Julien Carrel                | PCF            | 16 579       | 29,38        | 26 620      | 47,77       |  |
|                  | Jean Pierre-Bloch            | FGDS (SFIO)    | 10 338       | 18,32        | Retrait     | Retrait     |  |
|                  | Bernard Charuel              | CD (PDM)       | 4 941        | 8,75         |             |             |  |
|                  |                              |                |              |              |             |             |  |
| Inscrits         | Inscrits                     | Inscrits       | 69 131       | 100,00       | 69 108      | 100,00      |  |
| Abstentions      | Abstentions                  | Abstentions    | 11 428       | 16,53        | 11 130      | 16,11       |  |
| Votants          | Votants                      | Votants        | 57 703       | 83,47        | 57 978      | 83,89       |  |
| Blancs et nuls   | Blancs et nuls               | Blancs et nuls | 1 354        | 2,35         | 2 250       | 3,88        |  |
| Exprimés         | Exprimés                     | Exprimés       | 56 349       | 97,65        | 55 728      | 96,12       |  |
| Source : Gallica |                              |                |              |              |             |             |  |

Le suppléant d'Edmond Bricout était Jacques Braconnier, maire de Saint-Quentin.

### Élections législatives de 1968
| Candidat              | Candidat                     | Parti          | Premier tour | Premier tour | Second tour | Second tour |  |
| Candidat              | Candidat                     | Parti          | Voix         | %            | Voix        | %           |  |
| --------------------- | ---------------------------- | -------------- | ------------ | ------------ | ----------- | ----------- |  |
|                       | Julien Carrel                | PCF            | 17 703       | 31,47        | 25 359      | 45,84       |  |
|                       | Edmond Bricout sortant réélu | UDR (URP)      | 15 987       | 28,42        | 29 967      | 54,16       |  |
|                       | Jacques Braconnier           | diss. UDR      | 13 982       | 24,85        | Retrait     | Retrait     |  |
|                       | Pierre Arnould               | FGDS (SFIO)    | 4 264        | 7,58         |             |             |  |
|                       | Gilbert Collet               | PSU            | 2 396        | 4,26         |             |             |  |
|                       | Andrée Mirochnikoff          | CD (PDM)       | 1 925        | 3,42         |             |             |  |
|                       |                              |                |              |              |             |             |  |
| Inscrits              | Inscrits                     | Inscrits       | 68 986       | 100,00       | 68 965      | 100,00      |  |
| Abstentions           | Abstentions                  | Abstentions    | 11 898       | 17,25        | 11 723      | 17          |  |
| Votants               | Votants                      | Votants        | 57 088       | 82,75        | 57 242      | 83          |  |
| Blancs et nuls        | Blancs et nuls               | Blancs et nuls | 831          | 1,46         | 1 916       | 3,35        |  |
| Exprimés              | Exprimés                     | Exprimés       | 56 257       | 98,54        | 55 326      | 96,65       |  |
| Source : data.gouv.fr |                              |                |              |              |             |             |  |

Le suppléant d'Edmond Bricout était Louis Cardot, adjoint au maire de Saint-Quentin.

### Élections législatives de 1973
| Candidat           | Candidat               | Parti                     | Premier tour | Premier tour | Second tour | Second tour |  |
| Candidat           | Candidat               | Parti                     | Voix         | %            | Voix        | %           |  |
| ------------------ | ---------------------- | ------------------------- | ------------ | ------------ | ----------- | ----------- |  |
|                    | Daniel Le Meur élu     | PCF                       | 18 710       | 31,22        | 31 287      | 52,09       |  |
|                    | Edmond Bricout sortant | UDR (URP)                 | 12 957       | 21,62        | 28 773      | 47,91       |  |
|                    | Charles Margueritte    | PS (UGSD)                 | 10 526       | 17,56        | Retrait     | Retrait     |  |
|                    | Guy Blériot            | Divers droite (Gaulliste) | 8 354        | 13,94        | Retrait     | Retrait     |  |
|                    | Bernard Valentin       | MR                        | 4 910        | 8,19         |             |             |  |
|                    | Henri Michel           | Divers droite (MRSD)      | 1 678        | 2,80         |             |             |  |
|                    | Jacqueline Labrosse    | PSU                       | 1 640        | 2,74         |             |             |  |
|                    | Gérard Parizano        | Extrême droite (ARIL)     | 1 152        | 1,92         |             |             |  |
|                    |                        |                           |              |              |             |             |  |
| Inscrits           | Inscrits               | Inscrits                  | 71 922       | 100,00       | 71 826      | 100,00      |  |
| Abstentions        | Abstentions            | Abstentions               | 10 447       | 14,53        | 9 233       | 12,85       |  |
| Votants            | Votants                | Votants                   | 61 475       | 85,47        | 62 593      | 87,15       |  |
| Blancs et nuls     | Blancs et nuls         | Blancs et nuls            | 1 548        | 2,52         | 2 533       | 4,05        |  |
| Exprimés           | Exprimés               | Exprimés                  | 59 927       | 97,48        | 60 060      | 95,95       |  |
| Source : Data.gouv |                        |                           |              |              |             |             |  |

Le suppléant de Daniel Le Meur était André Vatin, retraité, maire de Nauroy.

### Élections législatives de 1978
| Candidat           | Candidat                     | Parti          | Premier tour | Premier tour | Second tour | Second tour |  |
| Candidat           | Candidat                     | Parti          | Voix         | %            | Voix        | %           |  |
| ------------------ | ---------------------------- | -------------- | ------------ | ------------ | ----------- | ----------- |  |
|                    | Daniel Le Meur sortant réélu | PCF            | 27 452       | 38,43        | 39 395      | 54,98       |  |
|                    | Jacques Braconnier           | RPR            | 23 124       | 32,37        | 32 259      | 45,02       |  |
|                    | Jacques Wattiez              | PS             | 11 069       | 15,49        | Retrait     | Retrait     |  |
|                    | Bernard Lherminé             | UDF (PR)       | 5 803        | 8,12         |             |             |  |
|                    | Christine Lafont             | LO             | 1 739        | 2,43         |             |             |  |
|                    | Jean-Pierre Vatin            | PSU (FA)       | 1 374        | 1,92         |             |             |  |
|                    | Alfred Bodart                | Divers droite  | 875          | 1,22         |             |             |  |
|                    |                              |                |              |              |             |             |  |
| Inscrits           | Inscrits                     | Inscrits       | 83 206       | 100,00       | 83 199      | 100,00      |  |
| Abstentions        | Abstentions                  | Abstentions    | 10 362       | 12,45        | 9 357       | 11,25       |  |
| Votants            | Votants                      | Votants        | 72 844       | 87,55        | 73 842      | 88,75       |  |
| Blancs et nuls     | Blancs et nuls               | Blancs et nuls | 1 408        | 1,93         | 2 188       | 2,96        |  |
| Exprimés           | Exprimés                     | Exprimés       | 71 436       | 98,07        | 71 654      | 97,04       |  |
| Source : Data.gouv |                              |                |              |              |             |             |  |

Le suppléant de Daniel Le Meur était Yvan Rojo, maire de Bohain-en-Vermandois.

### Élections législatives de 1981
| Candidat              | Candidat                     | Parti          | Premier tour | Premier tour | Second tour | Second tour |  |
| Candidat              | Candidat                     | Parti          | Voix         | %            | Voix        | %           |  |
| --------------------- | ---------------------------- | -------------- | ------------ | ------------ | ----------- | ----------- |  |
|                       | Daniel Le Meur sortant réélu | PCF            | 20 007       | 31,71        | 36 101      | 55,74       |  |
|                       | Bernard Lebrun               | PS             | 19 677       | 31,19        | Retrait     | Retrait     |  |
|                       | Lucien Bochard               | UDF (CDS)      | 12 345       | 19,57        | 28 666      | 44,26       |  |
|                       | Vincent Savelli              | RPR            | 9 629        | 15,26        |             |             |  |
|                       | Daniel Caron                 | FN             | 1 404        | 2,23         |             |             |  |
|                       |                              |                |              |              |             |             |  |
| Inscrits              | Inscrits                     | Inscrits       | 85 404       | 100,00       | 85 382      | 100,00      |  |
| Abstentions           | Abstentions                  | Abstentions    | 21 419       | 25,08        | 17 611      | 20,63       |  |
| Votants               | Votants                      | Votants        | 63 985       | 74,92        | 67 771      | 79,37       |  |
| Blancs et nuls        | Blancs et nuls               | Blancs et nuls | 923          | 1,44         | 3 004       | 4,43        |  |
| Exprimés              | Exprimés                     | Exprimés       | 63 062       | 98,56        | 64 767      | 95,57       |  |
| Source : Data.gouv.fr |                              |                |              |              |             |             |  |

Le suppléant de Daniel Le Meur était Yvan Rojo, ajusteur, Bohain-en-Vermandois.